# 선교구역
선교구역(船橋區域)은 조선민주주의인민공화국 평양직할시의 19개 구역의 하나이다. 대동강의 동안에 위치하고 남쪽으로 락랑구역, 북쪽으로 동대원구역과 접하고 동쪽으로 력포구역, 사동구역과 접한다. 북한에서 유일한 성당인 장충성당이 위치한다. 인구는 2008년 기준으로 148,209명이다.

## 역사
- 1946년 - 평양특별시 동구가 설치되었다.
- 1952년 12월 - 동구역으로 개칭하였다.
- 1959년 9월 - 선교구역으로 개칭하였다.

## 교육
- 김철주사범대학
- 한덕수평양경공업대학

## 행정 구역
21개의 동으로 구성된다.
- 남신 1동 (南新 1洞)
- 남신 2동 (南新 2洞)
- 장충 1동 (長忠 1洞)
- 장충 2동 (長忠 2洞)
- 률곡 1동 (栗谷 1洞)
- 률곡 2동 (栗谷 2洞)
- 대흥동 (大興洞)
- 영제동 (永濟洞)
- 등메 1동
- 등메 2동
- 등메 3동
- 선교 1동 (船橋 1洞)
- 선교 2동 (船橋 2洞)
- 선교 3동 (船橋 3洞)
- 무진 1동 (武進 1洞)
- 무진 2동 (武進 2洞)
- 웃메동
- 강안 1동 (江岸 1洞)
- 강안 2동 (江岸 2洞)
- 산업 1동 (産業 1洞)
- 산업 2동 (産業 2洞)